# Fotografia de moda

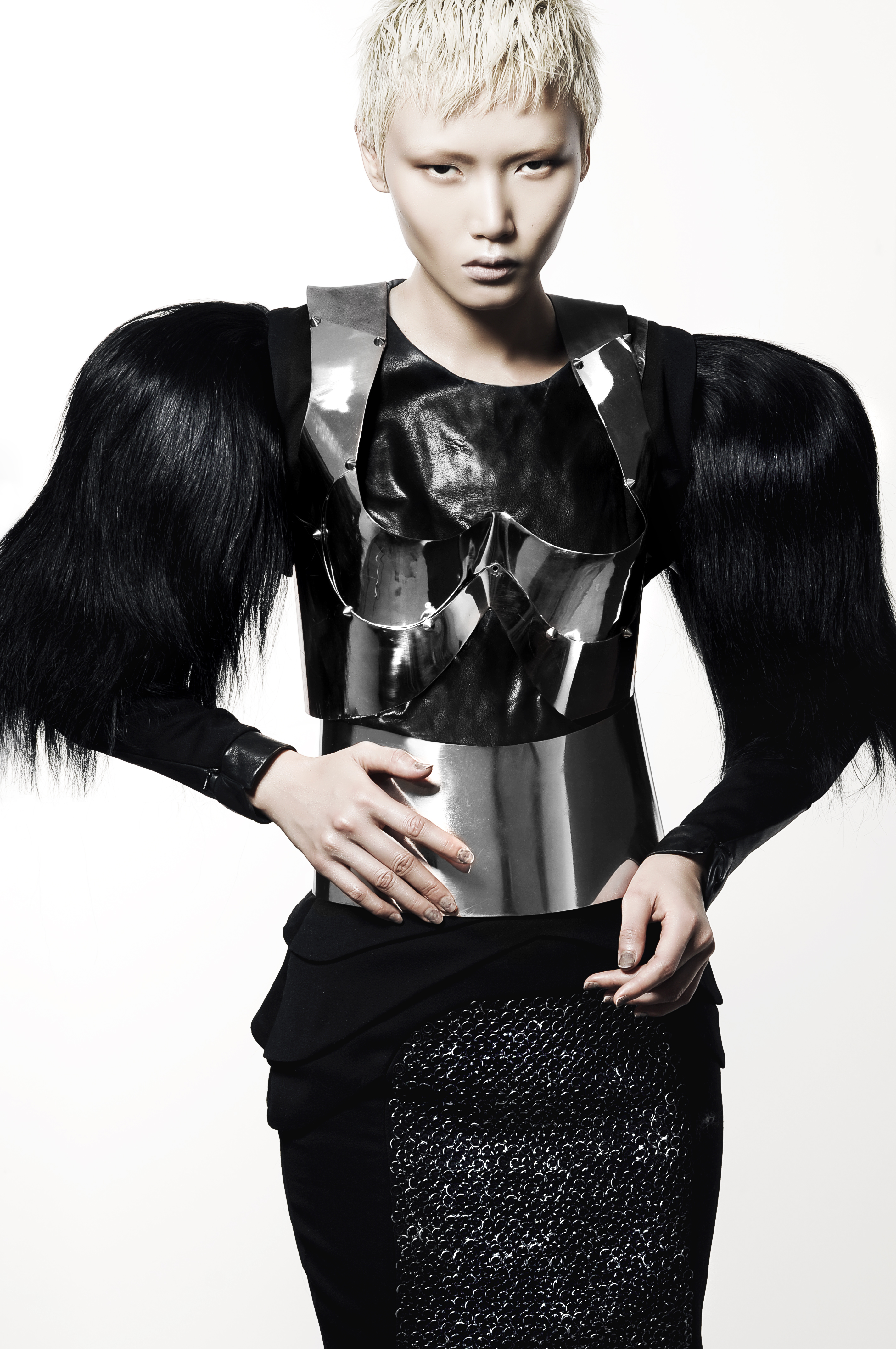
Fotografia de moda per a Beagy Zielinski (2011)

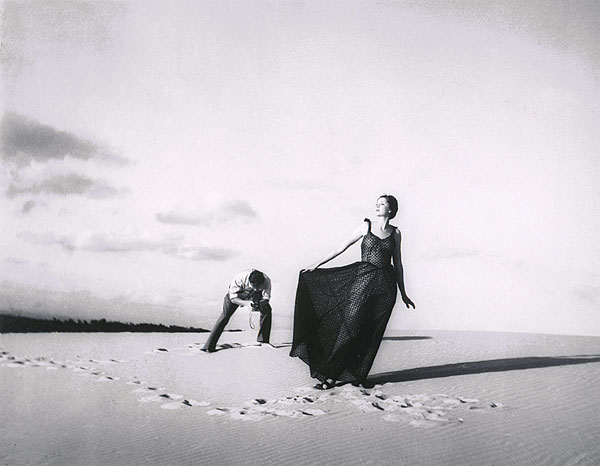
Fashion shot, Cronulla sandhills, fotografia d'Olive Cotton (1937)

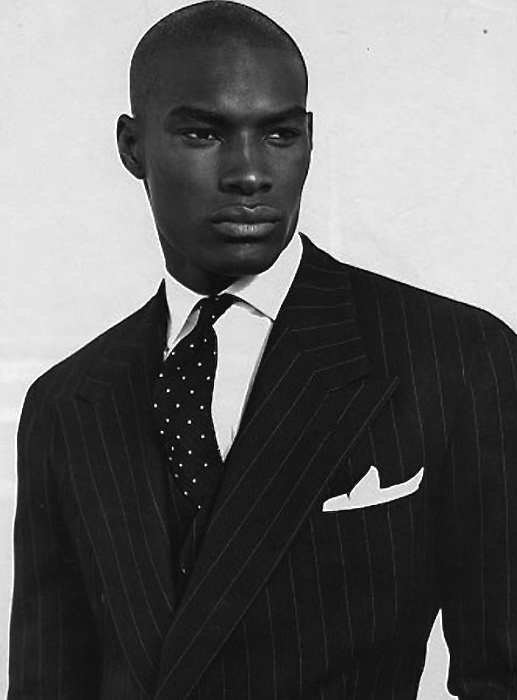
El model Tyson Beckford; fotografia d'Arnaldo Anaya-Lucca per a Ralph Lauren

La fotografia de moda és un gènere fotogràfic dedicat a il·lustrar roba i altres articles relacionats amb la moda. Aquestes fotografies són publicades, sovint, en anuncis publicitaris i revistes especialitzades, com Vogue i Elle, i en d'altres com Cosmopolitan, GQ o Marie Claire. A través del temps, la fotografia de moda ha desenvolupat la seva pròpia estètica, on les peces de vestir i els accessoris solen estar acompanyats d'històries i llocs exòtics triats pels fotògrafs per a tals finalitats. Per la seva funció de producció d'imatges per a l'ús dels productes indumentaris té un caràcter comercial, i també té un rol sociològic per la influència que ha tingut en la identitat femenina a través de la difusió de les idees de bellesa, seducció, joventut, elegància, glamour, etc.

## Història
La fotografia va ser desenvolupada en la dècada del 1830, però la seva primera tècnica popular, el daguerreotip, no era convenient per a la impressió massiva. El 1856, Adolphe Braun va publicar un llibre amb 288 retrats de Virginia Oldoini, la Comtessa de Castiglione, una noble toscana de la cort de Napoleó III. Les imatges la mostraven amb el seu abillament de cort oficial, la qual cosa la va convertir en la primera model.
En la primera dècada del segle xx, els avanços en la impressió de tons mitjans va permetre que les fotografies s'incloessin en revistes. La fotografia de moda va aparèixer per primera vegada en publicacions franceses, com La Mode Practique; el 1909, l'editorial Condé Nast es va fer càrrec de la revista Vogue, contribuint a l'origen de la fotografia de moda. El 1911 Steichen va ser "reptat" per Lucien Vogel, l'editor de Jardin des Modes i de La Gazette du Bon Ton a promoure la moda com una bella art mitjançant l'ús de la Fotografia. Llavors Steichen va fer unes fotos de vestits dissenyats pel modista Paul Poiret, i aquestes imatges van ser publicades en el número d'abril de 1911 de la revista Art et Décoration; d'acord amb Jesse Alexander, això "... ara es considera com la primera sessió de fotografia de moda moderna. O sigui, fotografiar les prendes de vestir de tal manera com per a expressar un sentit de la seva qualitat física, así com el seu aspecte formal, en lloc de simplement il·lustrant l'objecte".
A partir d'aquell moment es va posar especial èmfasi a preparar les sessions fotogràfiques, un procés desenvolupat primerament pel baró Adolf de Meyer, qui retratava a les models en ambients i posats naturals. Vogue va ser seguida pel seu rival, Harper's Bazaar, liderant ambdues el camp de la fotografia de moda durant les dècades del 1920 i 1930. Fotògrafs com Edward Steichen, Horst P. Horst i Cecil Beaton van transformar aquest gènere en una destacada forma d'art. Europa, especialment Alemanya, va ser la líder en la fotografia de moda per un curt període.
Mentre la Segona Guerra Mundial s'aproximava, l'atenció es va centrar als Estats Units, on Vogue i Harper's Bazaar continuaven amb la seva vella rivalitat. Fotògrafs d'interiors, com Irving Penn, Martin Munkácsi, Richard Avedon i Louise Dahl-Wolfe li van donar forma a la fotografia de moda en els anys posteriors. Els artistes van abandonar els seus mètodes rígids per un estil molt més lliure. En 1936, Martin Munkácsi va retratar per primera vegada a models en posats esportius en una platja. Sota la direcció artística d'Alexander Brodovich, Harper's Bazaar va introduir aquest nou estil a les seves pàgines.
En la postguerra de Londres John French va iniciar un nou estil de fotografia de moda, adaptat a la reproducció en paper en premsa, caracteritzada per utilitzar llum natural i contrast baix.

## Actualitat
Després de la mort de Richard Avedon, Helmut Newton i Herb Ritts, alguns dels més destacats fotògrafs de moda són Terry Richardson, Patrick Demarchelier, Steven Meisel, Mario Testino i Annie Leibovitz, i d'altres com David LaChapelle, Anton Corbijn, Ellen von Unwerth, Manuel Outumuro o Jaume de Laiguana.
En l'actualitat, els fotògrafs de moda no només mostren les seves fotos en revistes i anuncis publicitaris, sinó que també les exhibeixen en museus, galeries d'art i sales d'exposicions i les publiquen en llibres, permetent l'expansió a nous públics: l'anglès Glen Luchford ha exposat al Victoria and Albert Museum i al MoMA PS1, Nick Knight al Tate Modern,...
Les fotografies impreses en revistes no reflecteixen necessàriament l'obra original del fotògraf, ja que la imatge es retalla, retoca, i de vegades inclús la cobreix el text, restringint la llibertat de l'autor. Així, doncs, el fet que la fotografia de moda surti de les revistes i es mostri en galeries d'art li permet allunyar-se d'aquest rol comercial inicial.